# Eve Marie Rappe
Eve Marie "Ema" Rappe, född 29 december 1834 på Drettinge gård nära Växjö, död 1885 i Kjørby i Danmark, var en svensk lärare.
Rappe utbildades från 1848 vid Cecilia Fryxells flickpension i Helsingborg. Hon beskrivs som reserverad och dominant, intelligent och respekterad. 
Hon tackade nej till anställning i skolan och arbetade sedan som guvernant och bedrev självstudier. Mellan 1861 och 1874 drev hon en flickskola i Jönköping, och från 1874 till 1882 en flickskola i Skansen vid Edsviken. 
Rappe var en radikal och kontroversiell reformpedagog. Fram till sin död gjorde hon regelbundna studieresor till Danmark och Norge, och kom att präglas av en stark skandinavisk kristen patriotism. Hon införde en undervisning grundad på elevens entusiasm och med metoden muntlig undervisning; huvudämnen var svensk historia, modersmål och litteratur, samt engelska och franska, men eleverna fick välja om de ville vara med på lektionerna eller inte, och inga betyg eller examina förekom. Denna metod ska dock ha utövat ett starkt tryck på eleverna att göra sitt bästa, och reformskolan beskrivs som framgångsrik och Rappe själv som en mycket populär lärare. 
Hon inbjöd ofta skandinaviska gästföreläsare till sin skola bestående av hennes egen vänkrets, bland dem Bjørnstjerne Bjørnson, Jonas Lie, Henrik Ibsen, professor Lorentz Dietrichson, Magdalene Thoresen, folketingsledamot F. Bayer, folkhögskoleläraren Jungersen, Skreverud, och santalermissionären Burresen. 
Hon stängde skolan av hälsoskäl 1882 och flyttade 1884 till Kjørby i Danmark, där hon avled.